# Fredrik Hedvall
Gustaf Fredrik Hedvall, född den 6 maj 1844 i Falun, död den 23 december 1919 i Stockholm, var en svensk tidningsman. Han var far till  Agda Hedwall, Eivor Fisher, Yngve Hedvall och Björn Hedvall. 
Hedvall, som blev student vid Uppsala universitet 1863, var privatlärare, skådespelare och litteratör, tills han 1870 blev redaktör för Faluposten. Han blev i maj samma år medarbetare i Gefleposten och var 1871–1904 dess huvudredaktör och ansvarige utgivare. Från 1905 till sin död var han korrespondent från Stockholm till olika landsortstidningar. Hedvall var livligt kommunalt intresserad och under många år ledamot av stadsfullmäktige i Gävle och av styrelsen för stadens arbetarinstitut. Han vilar på Norra begravningsplatsen utanför Stockholm.